# Longlegged Lake
Der Longlegged Lake (englisch für „langbeiniger See“; alternative Schreibweisen: Long Legged Lake, Long-Legged Lake) ist ein See im Kenora District im Westen der kanadischen Provinz Ontario.

## Lage
Der See liegt 50 km westlich von Ear Falls im Bereich des Kanadischen Schilds auf einer Höhe von 359 m. Der See entspricht einer Kette von sieben Teilseen (West, North, Lift, Middle, Stork, Pantry und South), die sich von Westen nach Osten über eine Länge von 28 km erstreckt. Die maximale Seebreite beträgt ca. 5 km. Die Fläche liegt bei ungefähr 69 km². Der Longlegged River, ein Nebenfluss des English River, entwässert den Longlegged Lake an dessen östlichem Ende. Der See hat keine nennenswerten Zuflüsse. Das Einzugsgebiet des Sees umfasst 548 km².

## Seefauna
Der See ist ein Ziel von Angeltouristen. Im Longlegged Lake kommen folgende Fischarten vor: Glasaugenbarsch, Amerikanischer Seesaibling, Hecht und Muskellunge.